# Riserva naturale di Crava-Morozzo
La riserva naturale di Crava-Morozzo è un'area naturale protetta della regione Piemonte istituita nel 1979 con il nome di oasi di Crava Morozzo.
La zona umida è di origine artificiale: si estende intorno ai laghi di Crava e Morozzo interamente ricompresi nella provincia di Cuneo.
L'area protetta è nata nel 1979 come Oasi Lipu, oggi è in gestione all'Ente di gestione delle aree protette delle Alpi Marittime e occupa una superficie di 300 ha.

## Territorio
Il parco occupa la maggior parte dei terrazzamenti prodotti dal torrente Pesio.

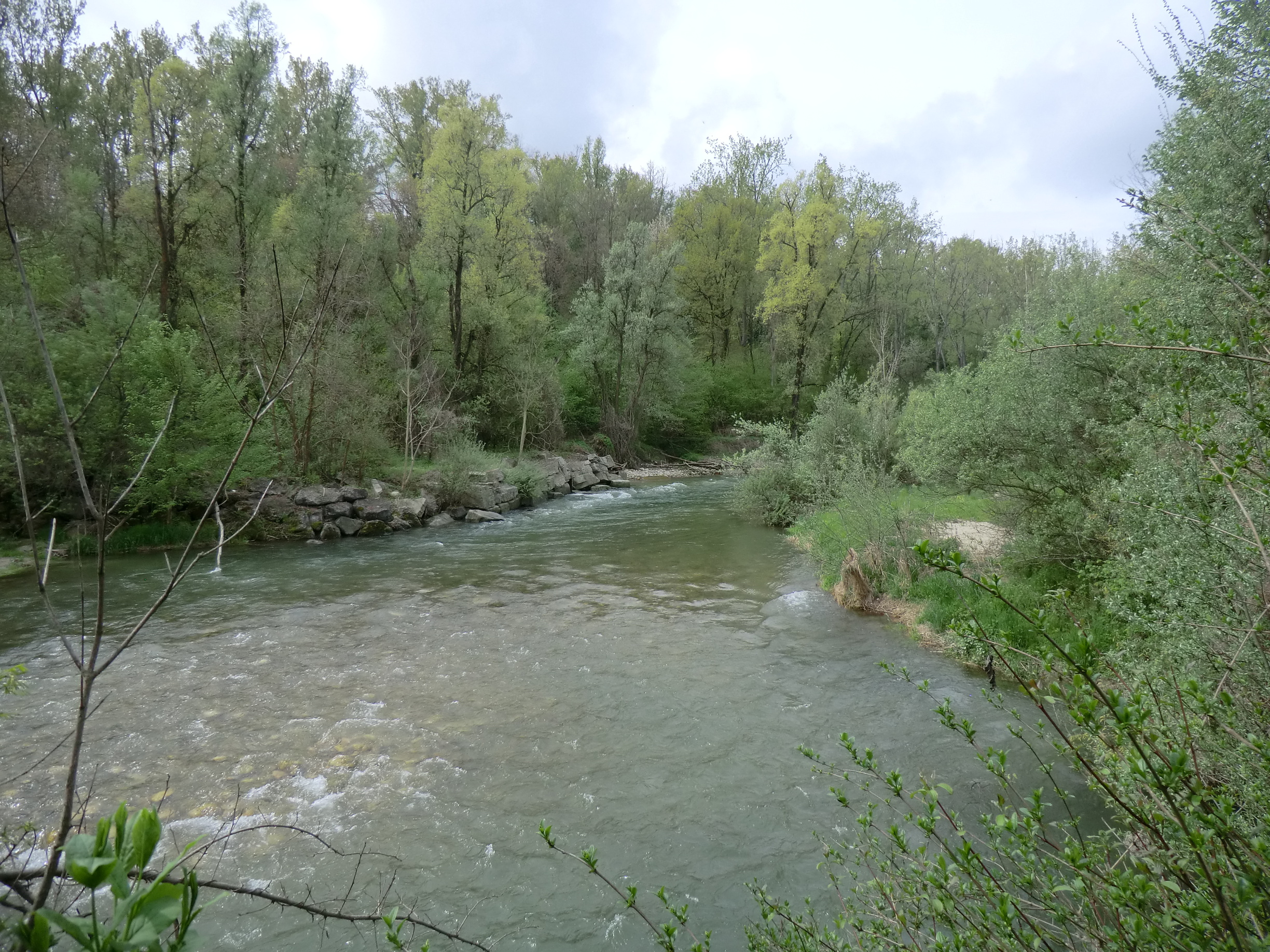
Torrente Pesio a Crava

## Comuni
L'estensione del Parco è ricompreso nei territori dei Comuni di Morozzo, Rocca de' Baldi e Mondovì.

## Fauna
Sono presenti ben 135 specie di uccelli nidificanti e 40 di uccelli acquatici.